# Dad Wheatley
Dad Wheatley, född 20 oktober 1882, död 1 mars 1961, är en friidrottare från Australien. Han deltog vid olympiska sommarspelen 1906.